# Atlas de la Tierra Media
El Atlas de la Tierra Media es una detallada obra cartográfica de la ensayista y geógrafa estadounidense Karen Wynn Fonstad, que compuso un completo atlas del universo ficticio creado por el escritor británico J. R. R. Tolkien como ambientación de las historias de su legendarium.
Desde su publicación en 1981 se ha convertido en uno de los manuales de referencia más habituales para los escritos de Tolkien como El Silmarillion, El hobbit y El Señor de los Anillos, pues incluye muchos detallados mapas de las tierras descritas en esos libros y planos de planta y sección de las localizaciones más pequeñas, como edificios o ciudades. A pesar de su título, no se limita al continente ficticio de la Tierra Media, sino que abarca la totalidad del mundo de Arda, en la medida en que fue definido por su creador.
Los mapas se tratan como si fueran paisajes reales, dibujados de acuerdo a las reglas y convenciones de un atlas real. Para cada zona se toma en cuenta la historia del terreno, física y política, así como la geografía a una mayor escala, a partir de la que se trazan los mapas. Las completas anotaciones textuales versan sobre la posible historia geológica y geomorfológica de las formaciones singulares, y sobre puntos contradictorios entre las distintas fuentes primarias de Tolkien.
La publicación original del libro se produjo en 1981, pero en 1991 vio la luz una segunda edición revisada y actualizada con información procedente de La historia de la Tierra Media, la prolija serie de libros de Christopher Tolkien sobre la obra de su padre, que contiene importantes fragmentos de información primaria de la obra tolkieniana inéditos hasta entonces. Sin embargo, esta edición revisada se publicó antes que los tres últimos volúmenes de La historia de la Tierra Media, aunque la autora declara en la nota introductoria haber tenido acceso a sus borradores.

### Ediciones
- Fonstad, Karen Wynn (diciembre de 2003). Atlas de la Tierra Media. trad. Dolors Gallart y José López Jara (edición revisada). Barcelona: Timunmas. ISBN 978-84-480-4900-3.

- Datos: Q82870